# Nino Niederreiter

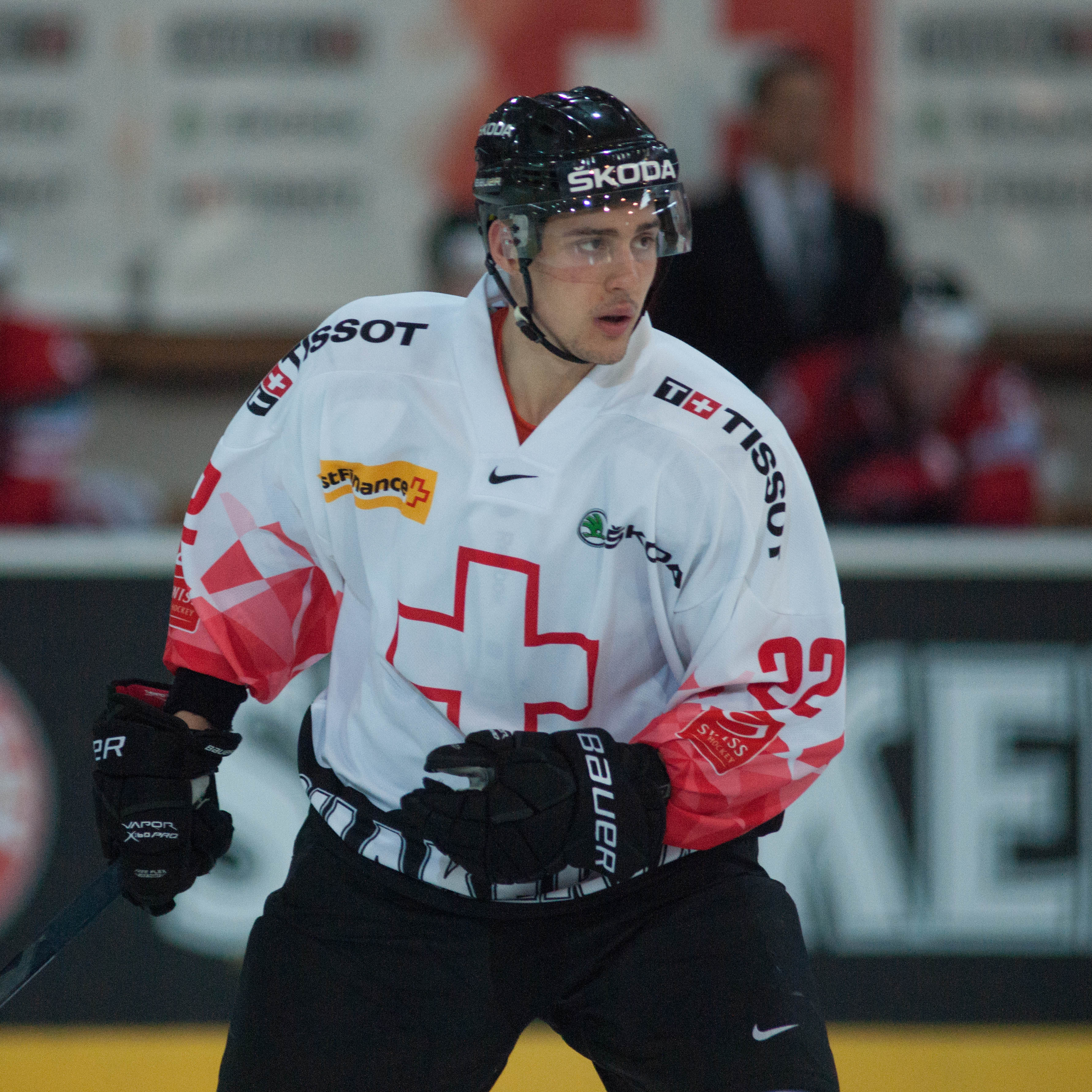
Reprezentace Švýcarska

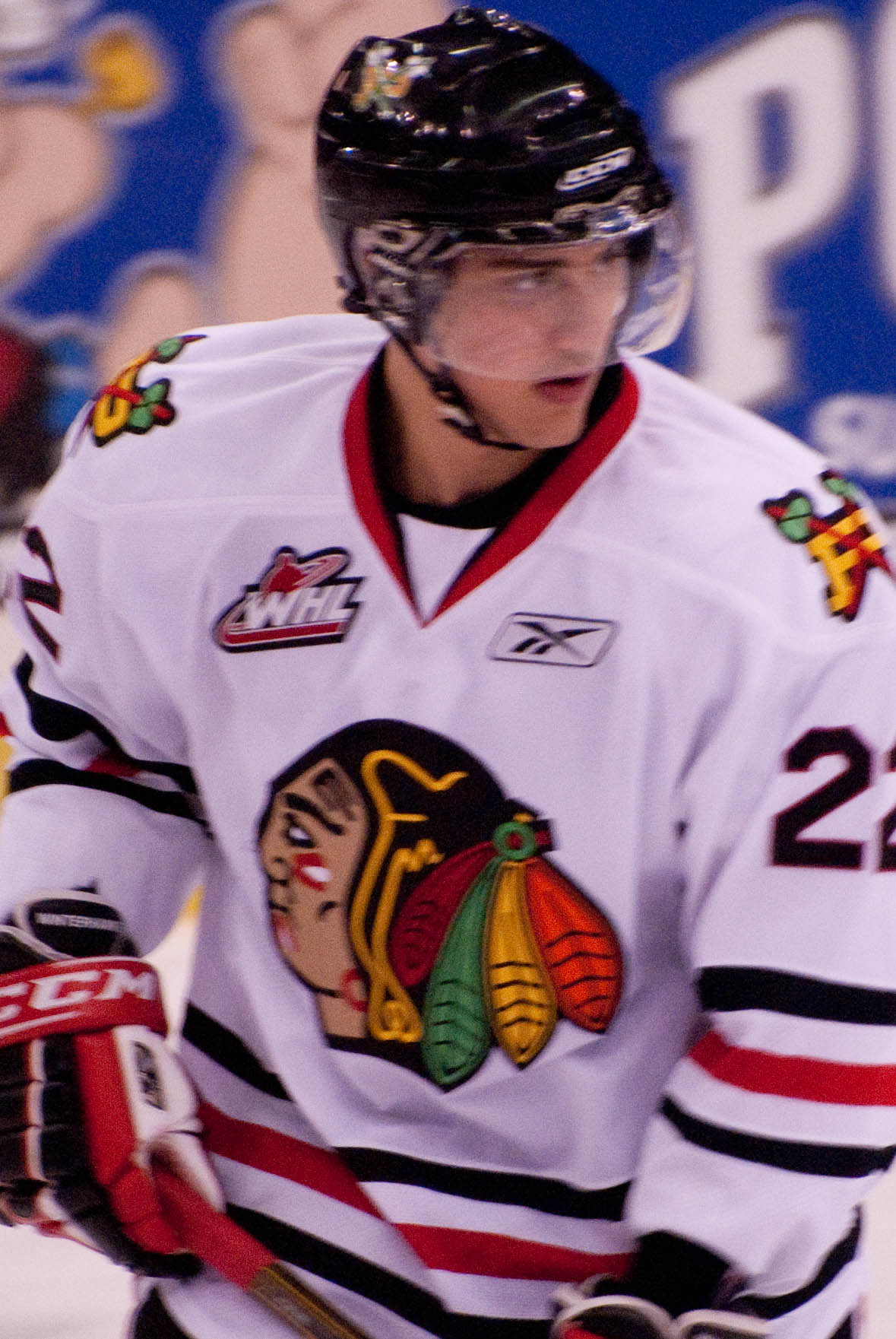
V dresu Portland Winterhawks

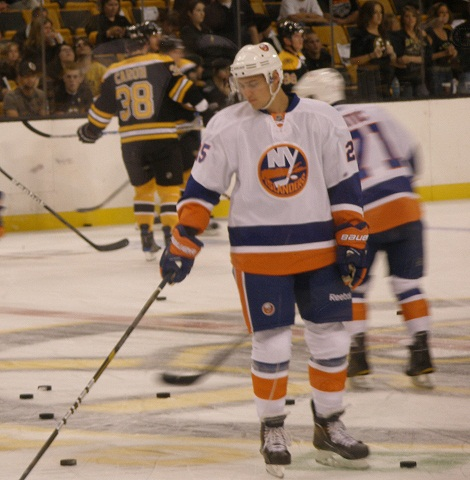
Za New York Islanders debutoval v NHL

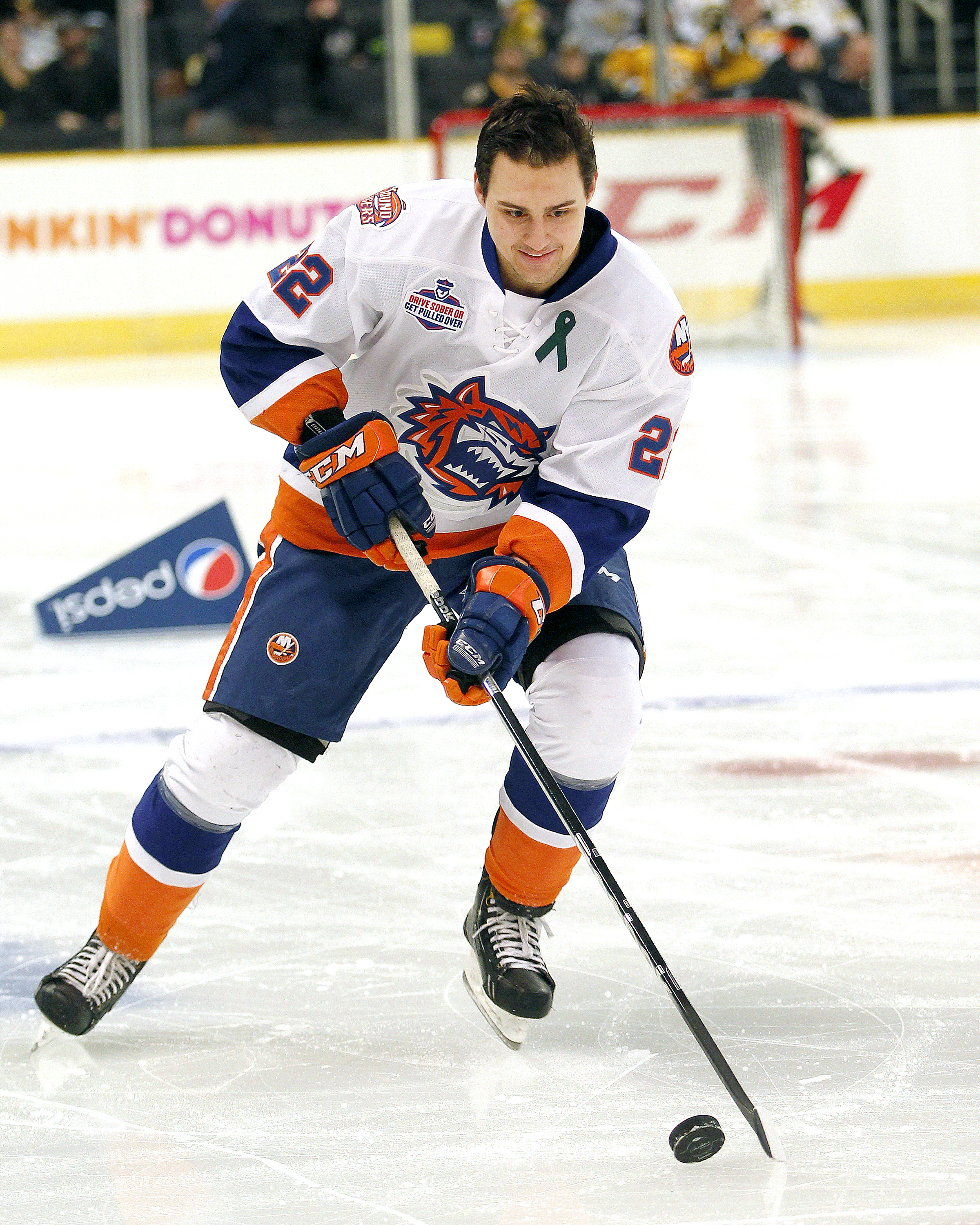
V dresu Bridgeport Sound Tigers během dovednostních soutěží utkání hvězd AHL

Nino Niederreiter (* 8. září 1992 v Churu, Švýcarsko) je švýcarský hokejový útočník, který nastupuje za klub Winnipeg Jets v severoamerické lize NHL.

## Kariéra

### Klubová kariéra
Odchovanec EHC Chur od roku 2006 působil v mládežnických celcích HC Davos. V jeho dresu si zahrál i nejvyšší švýcarskou soutěž mužů, když nastoupil třikrát v playoff sezony 2008/09 – Davos celou soutěž vyhrál. Od roku 2009 působil Niedereiter v Portland Winterhawks v kanadské juniorské WHL. V roce 2010 jej na celkově páté pozici draftoval klub NHL New York Islanders. V dresu tohoto týmu nastoupil během sezony 2010/11 k devíti utkáním, ve kterých si připsal jednu branku a tím se stal nejmladším střelcem v historii Islanders (věk 18 let a 35 dní). Sezonu dokončil v Portlandu, s kterým došel až do finále WHL, kde se spoluhráči nestačili na mužstvo Kootenay Ice.
Již před draftem byl považován za největší talent švýcarského hokeje. Před sezonou 2011/12 nastupoval v přípravném kempu za Islanders, ale pro zranění třísel zmeškal úvod sezony. Po doléčení šestkrát nastoupil za farmu v AHL – Bridgeport Sound Tigers, než byl povolán zpět do hlavního celku. V ročníku sbíral zkušenosti většinou ve čtvrté útočné formaci. V době výluky NHL v úvodu ročníku 2012/13 hrál AHL za Sound Tigers, svými výkony si vysloužil nominaci do utkání hvězd této soutěže. Díky hlasování fanoušků nastoupil dokonce v úvodní formaci Východní konference. Za Sound Tigers nakonec hrál i po rozjetí ročníku NHL.
Během léta 2013 byl vyměněn z Islanders do Minnesota Wild poté, co sám zažádal o výměnu a odmítl nastoupit do tréninkového kempu newyorského klubu. V dresu Minnesoty si poprvé zahrál play off NHL a v 1. kole si připsal v rozhodujícím 7. utkání proti Colorado Avalanche premiérové dvě branky, druhou v prodloužení rozhodl celou sérii.
V sezoně 2014/2015 vstřelil svůj první hattrick v NHL, když 14.11.2014 vstřelil tři góly na ledě Buffalo Sabres a přispěl tak k výhře Wild 6:3.
V létě 2017 podepsal s Wild pětiletou smlouvu.
V průběhu sezony 2018/2019 byl Minnesotou 17. ledna 2019 vyměněn do týmu Carolina Hurricanes za středního útočníka Victora Raska.

### Reprezentační kariéra
Dvakrát si zahrál na mistrovství světa hráčů do 18 let – v roce 2008 v Rusku a 2009 v USA, v obou případech skončili Švýcaři osmí.
Na mistrovství světa do 20 let 2010 v Kanadě byl oporou švýcarské juniorské reprezentace, když mužstvu pomohl k překvapivému čtvrtému místu a sám byl zařazen do All star týmu turnaje. O rok později při světovém šampionátu juniorů v USA zastával funkci kapitána týmu, který skončil na turnaji pátý. Vzhledem k ročníku narození byl způsobilý hrát i na juniorském mistrovství světa 2012, Islanders nevyvrátili možnost, že jej uvolní, ale deklarovali jeho zdravotní problémy v průběhu podzimu. Jeho jméno figurovalo v širší nominaci, kterou Švýcaři nahlásili, v konečné nominaci se ale neobjevil.
Na jaře 2010 si v dresu A-týmu švýcarské reprezentace zahrál na mistrovství světa v Německu, kde byl švýcarský tým vyřazen ve čtvrtfinále a skončil pátý. Byl jednou ze tří posil Švýcarska z NHL na mistrovství světa 2012, kde jeho tým nepostoupil ze skupiny. Byl účastníkem mistrovství světa 2013, kde dal 3. května svůj premiérový gól na MS proti domácímu Švédsku (Švýcaři vyhráli 3:2). Se svým týmem získal stříbrné medaile.
Byl účastníkem na olympijských hrách v Soči 2014 (9. místo). Posílil reprezentaci na MS 2016 v Rusku (11. místo). Druhé stříbro získal na světovém šampionátu roku 2018 v Dánsku. Hrál i na MS 2019 na Slovensku (7. místo) a MS 2023 (5. místo). Na světovém šampionátu v Česku roku 2024 přidal do své sbírky třetí stříbro.
Odehrál světový pohár 2016 za Výběr Evropy (finále).

## Ocenění
AHL
- utkání hvězd 2012/13

WHL
- Druhý All star tým Západní konference 2009/10

MS 20
- All star tým 2010

## Prvenství
- Debut v NHL – 9. října 2010 (New York Islanders proti Dallas Stars)
- První gól v NHL – 13. října 2010 (Washington Capitals proti New York Islanders, českému brankáři Michalu Neuvirthovi)
- První asistence v NHL – 21. října 2010 (Tampa Bay Lightning proti New York Islanders)
- První hattrick v NHL – 13. listopadu 2014 (Minnesota Wild proti Buffalo Sabres)

Držel pozici nejmladšího Evropana, co dal branku v NHL, byl překonán v sezoně 2013/14, když skóroval Aleksander Barkov ve věku 18 let a 31 dní

## Klubová statistika
| Sezóna      | Klub                    | Soutěž      |     | Základní část | Základní část | Základní část | Základní část | Základní část |    | Play off | Play off | Play off | Play off | Play off |
| Sezóna      | Klub                    | Soutěž      | Z   | G             | A             | B             | TM            | Z             | G  | A        | B        | TM       |          |          |
| 2008/09     | HC Davos                | NLA         | —   | —             | —             | —             | —             | 3             | 0  | 1        | 1        | 0        |          |          |
| 2009/10     | Portland Winterhawks    | WHL         | 65  | 36            | 24            | 60            | 68            | 13            | 8  | 8        | 16       | 16       |          |          |
| 2010/11     | New York Islanders      | NHL         | 9   | 1             | 1             | 2             | 8             | —             | —  | —        | —        | —        |          |          |
| 2010/11     | Portland Winterhawks    | WHL         | 55  | 41            | 29            | 70            | 67            | 21            | 9  | 18       | 27       | 30       |          |          |
| 2011/12     | New York Islanders      | NHL         | 55  | 1             | 0             | 1             | 12            | —             | —  | —        | —        | —        |          |          |
| 2011/12     | Bridgeport Sound Tigers | AHL         | 6   | 3             | 1             | 4             | 4             | —             | —  | —        | —        | —        |          |          |
| 2012/13     | Bridgeport Sound Tigers | AHL         | 74  | 28            | 22            | 50            | 38            | —             | —  | —        | —        | —        |          |          |
| 2013/14     | Minnesota Wild          | NHL         | 81  | 14            | 22            | 36            | 44            | 13            | 3  | 3        | 6        | 8        |          |          |
| 2014/15     | Minnesota Wild          | NHL         | 80  | 24            | 13            | 37            | 28            | 10            | 4  | 1        | 5        | 10       |          |          |
| 2015/16     | Minnesota Wild          | NHL         | 82  | 20            | 23            | 43            | 36            | 6             | 1  | 5        | 6        | 4        |          |          |
| 2016/17     | Minnesota Wild          | NHL         | 82  | 25            | 32            | 57            | 53            | 5             | 0  | 1        | 1        | 2        |          |          |
| 2017/18     | Minnesota Wild          | NHL         | 63  | 18            | 14            | 32            | 36            | 5             | 0  | 0        | 0        | 0        |          |          |
| 2018/19     | Minnesota Wild          | NHL         | 46  | 9             | 14            | 23            | 10            | —             | —  | —        | —        | —        |          |          |
| 2018/19     | Carolina Hurricanes     | NHL         | 36  | 14            | 16            | 30            | 20            | 15            | 1  | 3        | 4        | 12       |          |          |
| 2019/20     | Carolina Hurricanes     | NHL         | 67  | 11            | 18            | 29            | 42            | 7             | 1  | 1        | 2        | 2        |          |          |
| 2020/21     | Carolina Hurricanes     | NHL         | 56  | 20            | 14            | 34            | 29            | 7             | 1  | 0        | 1        | 8        |          |          |
| 2021/22     | Carolina Hurricanes     | NHL         | 75  | 24            | 20            | 44            | 35            | 14            | 4  | 1        | 5        | 10       |          |          |
| 2022/23     | Nashville Predators     | NHL         | 56  | 18            | 10            | 28            | 16            | —             | —  | —        | —        | —        |          |          |
| 2022/23     | Winnipeg Jets           | NHL         | 22  | 6             | 7             | 13            | 6             | 5             | 1  | 3        | 4        | 2        |          |          |
| 2023/24     | Winnipeg Jets           | NHL         | 77  | 18            | 16            | 34            | 34            | 5             | 0  | 2        | 2        | 4        |          |          |
| 2024/25     | Winnipeg Jets           | NHL         | 82  | 17            | 20            | 37            | 24            | 13            | 4  | 2        | 6        | 10       |          |          |
| NHL celkově | NHL celkově             | NHL celkově | 969 | 240           | 240           | 480           | 432           | 105           | 20 | 22       | 42       | 72       |          |          |

## Reprezentace
| Rok                       | Tým                       | Soutěž                    | Z  | G  | A  | B  | TM |
| ------------------------- | ------------------------- | ------------------------- | -- | -- | -- | -- | -- |
| 2008                      | Švýcarsko 18              | MS-18                     | 6  | 1  | 1  | 2  | 2  |
| 2009                      | Švýcarsko 18              | MS-18                     | 6  | 3  | 3  | 6  | 16 |
| 2010                      | Švýcarsko 20              | MSJ                       | 7  | 6  | 4  | 10 | 10 |
| 2010                      | Švýcarsko                 | MS                        | 4  | 0  | 0  | 0  | 4  |
| 2011                      | Švýcarsko 20              | MSJ                       | 6  | 2  | 2  | 4  | 12 |
| 2012                      | Švýcarsko                 | MS                        | 6  | 0  | 0  | 0  | 2  |
| 2013                      | Švýcarsko                 | MS                        | 10 | 5  | 3  | 8  | 2  |
| 2014                      | Švýcarsko                 | OH                        | 4  | 0  | 0  | 0  | 2  |
| 2016                      | Švýcarsko                 | MS                        | 6  | 3  | 3  | 6  | 2  |
| 2016                      | Evropa                    | SP                        | 6  | 0  | 1  | 1  | 2  |
| 2018                      | Švýcarsko                 | MS                        | 10 | 4  | 5  | 9  | 10 |
| 2019                      | Švýcarsko                 | MS                        | 2  | 1  | 1  | 2  | 0  |
| 2023                      | Švýcarsko                 | MS                        | 7  | 4  | 1  | 5  | 2  |
| 2024                      | Švýcarsko                 | MS                        | 10 | 3  | 4  | 7  | 2  |
| 2025                      | Švýcarsko                 | MS                        | 4  | 2  | 3  | 5  | 0  |
| Juniorská kariéra celkově | Juniorská kariéra celkově | Juniorská kariéra celkově | 25 | 12 | 10 | 22 | 40 |
| Seniorská kariéra celkově | Seniorská kariéra celkově | Seniorská kariéra celkově | 70 | 22 | 21 | 43 | 28 |